# Wydział Elektrotechniki, Automatyki i Informatyki Politechniki Opolskiej
Wydział Elektrotechniki, Automatyki i Informatyki Politechniki Opolskiej (WEAiI PO) – jeden z 7 wydziałów Politechniki Opolskiej powstały w 1966 roku jako jeden z pierwszych trzech wydziałów Wyższej Szkoły Inżynierskiej (WSI) w Opolu, przekształconej w 1996 roku w politechnikę. Kształci studentów na sześciu kierunkach zaliczanych do nauk technicznych, na studiach stacjonarnych oraz niestacjonarnych.
Wydział Elektrotechniki, Automatyki i Informatyki jest jednostką interdyscyplinarną. W jego ramach znajduje się 5 katedr. Aktualnie zatrudnionych jest ponad 100 pracowników naukowo-dydaktycznych, w tym 28 profesorów i doktorów habilitowanych, 39 adiunktów, 35 asystentów, 1 starszego wykładowcę ze stopniem doktora nauk technicznych oraz 1 wykładowcę.

## Historia
Wydział rozpoczął swoją działalność w 1966 roku, kiedy to dzięki szerokiej inicjatywie społecznej, 1 czerwca utworzona została Wyższa Szkoła Inżynierska w Opolu. Był jednym z trzech pierwszych wydziałów powołanych do życia na tej uczelni. Jednak faktycznie rozpoczął swoje funkcjonowanie jeszcze w ramach dawnego Punktu Konsultacyjnego Politechniki Śląskiej w Opolu w strukturze Wydziału Ogólnotechnicznego. Od 1 września 1966 roku działał on w strukturze Wyższej Szkoły Inżynierskiej jako Wydział Elektryczny, po czym został w 1975 roku w Instytut Elektrotechniki, który działał na prawach wydziału. Na jego bazie powstał w 1991 roku Wydział Elektrotechniki i Automatyki i Informatyki, a w 2005 roku Wydział Elektrotechniki, Automatyki i Informatyki.
Ta jednostka naukowo-dydaktyczna w przeciągu kilkudziesięciu lat swojego istnienie uzyskała prawa do nadawania tytułów: inżyniera w dziedzinie elektryki w 1970 roku, a następnie w 1972 roku magistra elektrotechniki. W 1993 roku uruchomiono na nim inżynierskie studia informatyczne, a sześć lat później magisterskie na tym samym kierunku. Ważnym wydarzeniem było przyznanie w 1998 roku prawa do nadawania stopnia naukowego doktora nauk technicznych w dziedzinie elektrotechniki, a w 2004 roku doktora habilitowanego w tej samej specjalności. Dla dziedzin automatyka i robotyka zezwolenie nadawanie stopni naukowych: doktora i doktora habilitowanego uzyskano kolejno w 2005 i 2009 roku.

## Władze (2020-2024)
- Dziekan:  dr hab. inż. Andrzej Cichoń, prof. PO.
- Prodziekan ds. Dydaktyki: dr inż. Małgorzata Zygarlicka
- Prodziekan ds. Organizacyjnych: dr inż. Ewelina Piotrowska

## Poczet dziekanów
Wydział Elektryczny
- 1966-1970: doc. dr inż. Antoni Plamitzer – elektrotechnik.
- 1970-1971: doc. dr inż. Maria Jastrzębska – elektrotechnik.
- 1971-1975: prof. dr hab. Grzegorz Bryll – matematyk (logika i algebra).

Instytut Elektrotechniki
- 1975-1977: dr hab. inż. Jerzy Hickiewicz, prof. WSI – elektrotechnik (maszyny i napędy elektryczne).
- 1978-1984: prof. dr hab. inż. Zdzisław Kabza – energetyk (technika cieplna).
- 1984-1990: prof. dr hab. inż. Piotr Wach – elektrotechnik (maszyny i napędy elektryczne).
- 1990-1991: prof. dr hab. inż. Zdzisław Kabza – energetyk (technika cieplna).

Wydział Elektrotechniki i Automatyki
- 1991-1996: prof. dr hab. inż. Zdzisław Kabza – energetyk (technika cieplna).
- 1996-2002: prof. dr hab. inż. Ryszard Rojek – informatyk (automatyka i robotyka).
- 2002-2005: prof. dr hab. inż. Józef Kędzia – elektrotechnik (materiałoznawstwo elektryczne).
- 2005-2006: prof. dr hab. inż. Ryszard Rojek – informatyk (automatyka i robotyka).

Wydział Elektrotechniki, Automatyki i Informatyki
- 2006-2008: prof. dr hab. inż. Ryszard Rojek – informatyk (automatyka i robotyka).
- 2008-2016: prof. dr hab. inż. Marian Łukaniszyn – elektrotechnik (maszyny elektryczne i transformatory).
- 2016-2019: prof. dr hab. inż. Tomasz Boczar – elektrotechnik (technika wysokich napięć).
- Od 2020: dr hab. inż. Andrzej Cichoń, prof. PO – elektrotechnik.

## Kierunki kształcenia
Wydział Elektrotechniki, Automatyki i Informatyki PO prowadzi następujące kierunki studiów:
- studia inżynierskie (pierwszego stopnia)[1]: 
  - Automatyka i robotyka.
  - Elektronika przemysłowa.
  - Elektrotechnika.
  - Informatyka.
  - Inżynieria biomedyczna.
  - Technologie energetyki odnawialnej.

- studia magisterskie (drugiego stopnia)[6]:
  - Automatyka i robotyka.
    - Systemy Komputerowe w automatyce i robotyce.

  - Elektrotechnika.
    - Elektroenergetyka przemysłowa.

  - Informatyka.
    - Studia stacjonarne:
      - Sieci komputerowe i systemy baz danych.
      - Komputerowe wspomaganie projektowania.
      - Informatyka w elektroenergetyce.
      - Informatyka w technice i zarządzaniu.

    - Studia niestacjonarne:
      - Sieci komputerowe i systemy baz danych.
      - Informatyka stosowana.

  - Technologie energetyki odnawialnej.
    - Eksploatacja odnawialnych źródeł energii.

- studia doktoranckie (trzeciego stopnia) w następujących dziedzinach[7]:
  - Elektrotechnika.
  - Automatyka i robotyka.

- Ponadto Wydział oferuje następujące studia podyplomowe[8]:
  - Informatyka śledcza.

- Wydział ma uprawnienia do nadawania następujących stopni naukowych[9]:
  - Doktora nauk technicznych w zakresie: elektrotechniki, automatyki i robotyki.
  - Doktora habilitowanego nauk technicznych w zakresie: elektrotechniki, automatyki i robotyki.

## Struktura organizacyjna
W wyniku reorganizacji wydziału 2 września 2020 roku, w miejsce ustępujących dyrektorów instytutów zostali powołani nowi kierownicy katedr.

### Katedra Automatyzacji Napędów i Robotyki
Kierownik: dr hab. inż. Krzysztof Tomczewski, prof. PO.
Kontakt:
ul. Prószkowska 76, udynek 1), 45-758 Opole
www: www.isnir.po.opole.pl/
Katedra Automatyzacji Napędów i Robotyki PO dzieli się na 3 pracownie:
- Pracownia Robotyki i Zastosowań Informatyki.
- Pracownia Maszyn Elektrycznych i Przetworników Elektromagnetycznych.
- Pracownia Automatyzacji, Elektroniki Przemysłowej i Sterowników Programowalnych.

### Katedra Elektroenergetyki i Energii Odnawialnej
Kierownik: dr hab. inż. Sebastian Borucki, prof. PO.
Kontakt:
ul. Prószkowska 76, Budynek 2, 45-758 Opole
www: www.ieeo.po.opole.pl

### Katedra Informatyki
Kierownik: dr inż. Anna Zatwarnicka
Zastępca: dr inż. Anna Bryniarska
Kontakt:
ul. Prószkowska 76, Budynek 3, 45-758 Opole
www: www.ii.po.opole.pl/
Katedra Informatyki PO dzieli się na 4 grupy naukowo-badawcze:
- Systemy Informatyczne.
- Systemy Równoległe i Sztuczna Inteligencja.
- Komputerowe Systemy Sterowania.
- Elektrownia, Diagnostyka i Inżynieria Komputerowa.

### Katedra Automatyki
Kierownik: dr hab. inż. Mirosław Szmajda, prof. PO
Kontakt:
ul. Prószkowska 76, 45-758 Opole
www: www.automatyka.po.opole.pl/

### Katedra Elektrotechniki i Mechatroniki
Kierownik: dr hab. inż. Andrzej Waindok, prof. PO.
Kontakt:
ul. Prószkowska 76, Budynek 1, 45-758 Opole
www: www.kep.po.opole.pl/

## Adres
Wydział Elektrotechniki, Automatyki i Informatyki

Politechniki Opolskiej 

ul. Prószkowska 76

45-758 Opole

+48 77 449 86 99